# Guitar Men
Guitar Men ist eine deutsche Low-Budget-Produktion, die sich als Hommage an die B-Movies sowie Gangsterfilme der 1960er und 1970er versteht. Guitar Men vereint filmische Merkmale der Genres Action, Komödie, Thriller und Mysterie.
Der Film feierte am 28. Juni 2007 in Berlin Premiere und wurde am 24. Oktober 2008 in Deutschland auf DVD veröffentlicht. Die Auflage ist auf 1.000 Stück begrenzt.

## Handlung
Angesichts der drohenden Niederlage zum Ende des Zweiten Weltkrieges verstecken deutsche Wissenschaftler einen Mikrofilm mit den Konstruktionsplänen einer Superwaffe in einer Gitarre. Die Gitarre gerät nach Kriegsende in die Hände von Elvis Presley, dem sie nach einem Konzert entwendet wird. Über Umwege gelangt das Instrument einige Jahrzehnte später wieder nach Deutschland, in die Hände eines erfolgreichen Elvis-Imitators.
Doch diverse Organisationen auf der ganzen Welt interessieren sich für die Gitarre bzw. deren brisanten Inhalt. Es entbrennt ein heißer Kampf um die Konstruktionspläne, bei dem sich diverse Vertreter bekannter Geheimbünde und Geheimdienste gegenseitig den begehrten Mikrofilm streitig machen. Und so wechselt der Mikrofilm den Besitzer vom kleinen Gauner, über den Vatikan, russische Geheimdienste bis hin zu mysteriösen Ninjabünden und geheimen Nazilogen.

## Rezeption
Der Berliner Tagesspiegel nannte den Film vorab „den ultimativen Verschwörungsfilm“. Stefan Dabrock urteilte zur späteren DVD-Veröffentlichung über Guitar Men: „Die absurde B-Film-Hommage verfügt aufgrund geschickter Drehorte sowie in sich stimmiger Einzelszenen über ein ansprechendes Unterhaltungspotential, fügt sich aber zu keiner Einheit zusammen.“ Cinefacts schrieb: „Knallharte Auftragskiller und weltweit operierende, geheime Organisationen im mörderischen Kampf um ein Relikt hinter dem sich viel mehr als nur ein einfaches Instrument verbirgt. Die gnadenlose Jagd nach der Gitarre des „King of Rock’n Roll“ hinterlässt eine Spur von Gewalt und Tod“.

## Hintergründe
Der Film wurde an 20 Drehtagen im August 2006 ausschließlich in Berlin und Potsdam gedreht. Zu den Drehorten gehörten hierbei u. a. der Chinesische Garten in Marzahn oder der Gendarmenmarkt. Man rechnete ursprünglich mit einem Budget in Höhe von 376.000 €; den kreativen Köpfen hinter dem Film gelang es aber durch Kontakte in der Filmbranche die finanziellen Mittel auf das Nötigste zu reduzieren.
Der Titel "Guitar Men" erinnert an einen gleichnamigen Song und später auch Album mit dem Titel "Guitar Man" von Elvis Presley, obgleich der Originaltitel vom amerikanischen Country-Sänger Jerry Reed stammt.